# Buchnera robynsii
Buchnera robynsii är en snyltrotsväxtart som beskrevs av R. Mielcarek. Buchnera robynsii ingår i släktet Buchnera och familjen snyltrotsväxter. Inga underarter finns listade i Catalogue of Life.